# Keikogi

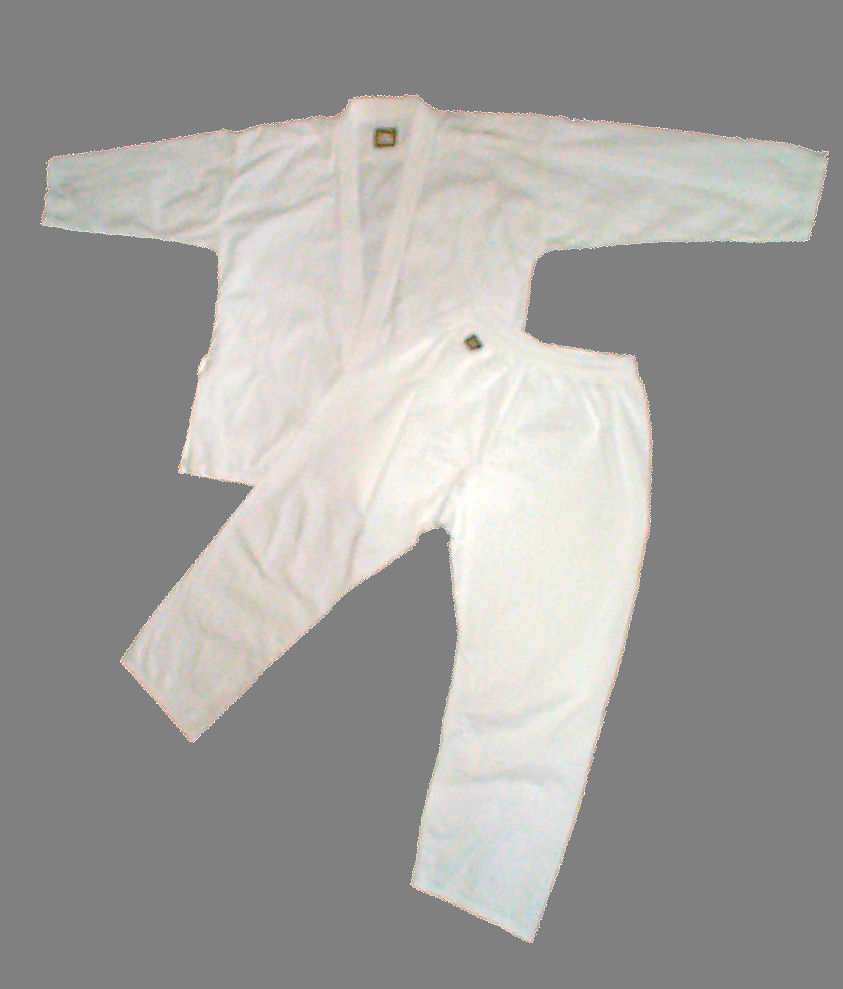
Uwagi (上着) och zubon (ズボン) till en keikogi utan obi (帯), bältet.

Keikogi (稽古着) eller (稽古衣), kallas den dräkt som utövare av japansk kampkonst, budō, bär. Den introducerades före 1920 i Japan av Kanō Jigorō.
Keiko betyder övning och gi (着) kläder, dräkt eller uniform, där gi kan användas separat för hela plagget. Andra namn är dōgi (道着?),  judōdräkt eller karatedräkt. Keikogi är dock samlingsnamnet för Budō träningskläder. Dräkten är vit eller i vissa fall svart eller mörkblå, och består av jacka och byxor, zubon (ズボン) eller shitabaki. Jackan liknar en kort kimono med vänster framdel omlott utanpå den högra.
Keikogi används ibland även som namn enbart på jackan i budokonster som inte använder byxor under hakama. Kallas då även uwagi (上着).

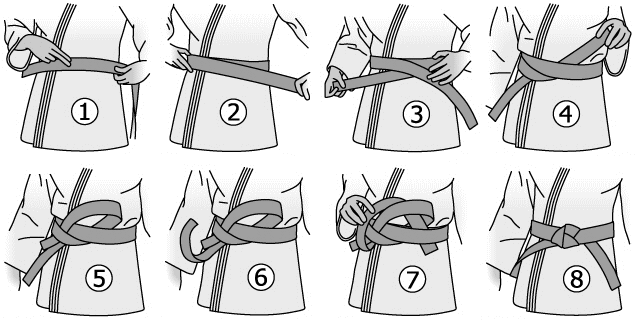
Korrekt sätt att knyta bältet, obi (帯).

Till keikogi brukar bäras ett tygbälte, obi (帯), som viras två varv runt höfterna, och i exempelvis aikidō svarta byxor, hakama.
Denna japanska dräkt ligger till grund för den koreanska do bok.